# Jan Fredro (zm. po 1508)
Jan Fredro z Niżniowa zwany Sas herbu Bończa (zm. po 1508 roku) – rzekomy wojewoda ruski.
Syn Mikołaja i Anny z Kirdejów. Według legendy miał brać udział w wyprawie mołdawskiej Jana Olbrachta, gdzie miał zginąć w bitwie pod Suczawą, ocalając orszak królewski.